# Odhalení: Mimozemské spisy
Odhalení: Mimozemské spisy (v anglickém originále Unsealed Alien Files) je americký televizní seriál, který měl premiéru v roce 2012 na kanálu History. V pořadu jsou zkoumány nedávno vydané dokumenty, které jsou spojeny s UFO, zpřístupněné veřejnosti v roce 2011 díky Zákonu o svobodě informací.

## Seznam dílů

### První řada
- 1. epizoda: Alien Encyclopedia
- 2. epizoda: Cracking the Alien Code
- 3. epizoda: UFO Portal L.A.
- 4. epizoda: Aliens and the Vatican
- 5. epizoda: Aliens on the Moon
- 6. epizoda: Alien Plagues
- 7. epizoda: Secret Alien Tech
- 8. epizoda: Top 10 Alien Plots
- 9. epizoda: Alien Implants
- 10. epizoda: Nazis and UFOs
- 11. epizoda: Aliens Among Us
- 12. epizoda: Solway Firth Spaceman
- 13. epizoda: Aliens and Presidents
- 14. epizoda: Alien Gods of Egypt
- 15. epizoda: Top 10 Alien Plots
- 16. epizoda: Life on Mars
- 17. epizoda: Men in Black
- 18. epizoda: Aliens and the Military
- 19. epizoda: Roswell and Area 51
- 20. epizoda: Forbidden Places
- 21. epizoda: British X-Files
- 22. epizoda: Alien Hot Spots

### Druhá řada
- 1. epizoda: Majestic 12
- 2. epizoda: The Kecksburg Incident
- 3. epizoda: Unidentified Submerged Objects
- 4. epizoda: The Laredo Incident
- 5. epizoda: Soviet UFOs
- 6. epizoda: Fatal Encounters
- 7. epizoda: Aliens and Civilization
- 8. epizoda: Alien Plunder
- 9. epizoda: Bedroom Invaders
- 10. epizoda: Alien Messages
- 11. epizoda: Blackouts!
- 12. epizoda: Alien Earth
- 13. epizoda: Earth Federation
- 14. epizoda: The World Grid
- 15. epizoda: UFO Crash Retrieval
- 16. epizoda: The Watchmen

- 17. epizoda: The Sun
- 18. epizoda: Alien Spaceships
- 19. epizoda: UFOs Down Under
- 20. epizoda: Controlled Panic

### Třetí řada
- 01. epizoda: Alien Origins
- 02. epizoda: Human Harvest
- 03. epizoda: Astronaut Encounters
- 04. epizoda: Atmospheric Anomalies
- 05. epizoda: Alien Apocalypse
- 06. epizoda: Top 10: Military Encounters
- 07. epizoda: Free Energy
- 08. epizoda: The Next Wave
- 09. epizoda: Enemy Airspace
- 10. epizoda: The Next Wave
- 11. epizoda: UFO Metals
- 12. epizoda: Earth Portals
- 13. epizoda: Mystery Elements
- 14. epizoda: Best UFO Evidence
- 15. epizoda: The Laredo Incident
- 16. epizoda: Plunder
- 17. epizoda: UFO Zones
- 18. epizoda: Countdown to Disclosure
- 19. epizoda: Top Ten Civilian Encounters
- 20. epizoda: Alien Achilles Heel

### Čtvrtá řada
- 01. epizoda: Second Skin
- 02. epizoda: The 1952 Wave
- 03. epizoda: The Freedom of Information Act
- 04. epizoda: The Space Force
- 05. epizoda: The Shoot Down Order
- 06. epizoda: Seeing Is Believing
- 07. epizoda: Inside UFOs
- 08. epizoda: Unwelcome Visitors
- 09. epizoda: Alien Journeys
- 10. epizoda: Finding Aliens
- 11. epizoda: -
- 12. epizoda: -
- 13. epizoda: -
- 14. epizoda: Police Sightings
- 15. epizoda: Space Shuttle Encounters
- 19. epizoda: Artificial Alien Intelligence
- 20. epizoda: First Contact